# Maxime Gingras (hockey sur glace)
Pour les articles homonymes, voir Maxime Gingras.
Maxime Gingras (né le 22 avril 1978 à Loretteville, au Québec, Canada) est un joueur professionnel canadien de hockey sur glace qui évoluait au poste de gardien de but.

## Carrière de joueur
Après avoir joué trois saisons avec le Titan Collège français de Laval de la Ligue de hockey junior majeur du Québec, il commence sa carrière professionnelle lors de la saison 1998-1999. Il évolue alors avec les Solar Bears d'Orlando de la Ligue internationale de hockey et les Renegades de Richmond de l'East Coast Hockey League.
Lors des deux saisons suivantes, il évolue avec les Bruins de Providence et les Panthers de Louisville de la Ligue américaine de hockey, ainsi qu’avec les Aeros de Houston de la Ligue internationale de hockey et les Renegades de Richmond et les Mysticks de Mobile de l'ECHL.
Entre 2001 et 2003, il joue avec les Ice Pilots de Pensacola.
Il passe ensuite deux saisons dans la United Hockey League, soit une saison avec les RiverDogs de Richmond et une saison avec les Outlaws de Kansas City.
À l’automne 2005, il se joint au Caron et Guay de Trois-Rivières de la Ligue nord-américaine de hockey. En 2009-2010, il dispute également quelques matchs avec le Gaillard de Chandler de la Ligue de hockey sénior de l’Est du Québec.
Au terme de la saison 2009-2010, il décide de prendre sa retraite.

## Statistiques
| 1995-1996 | Titan Collège français de Laval | LHJMQ | 27 | 1  | 16 | 0 | 943  | 95  | 0 | 6,05 | 83,9 % | -  | -  | - | - | -    | -  | - | -    | -      |
| 1996-1997 | Titan Collège français de Laval | LHJMQ | 31 | 13 | 11 | 1 | 1573 | 103 | 3 | 3,93 | 90,0 % | 1  | 0  | 1 | 0 | 59   | 2  | 0 | 2,02 | 95,2 % |
| 1997-1998 | Titan Collège français de Laval | LHJMQ | 55 | 26 | 22 | 4 | 3136 | 156 | 5 | 2,99 | 91,1 % | 16 | 8  | 7 | 0 | 900  | 51 | 1 | 3,40 | 89,9 % |
| 1998-1999 | Solar Bears d'Orlando           | LIH   | 1  | 0  | 0  | 0 | 18   | 3   | 0 | 9,78 | 50,0 % | -  | -  | - | - | -    | -  | - | -    | -      |
| 1998-1999 | Renegades de Richmond           | ECHL  | 50 | 30 | 13 | 3 | 2808 | 106 | 7 | 2,26 | 92,4 % | 18 | 12 | 4 | 1 | 1117 | 43 | 5 | 2,31 | 92,5 % |
| 1999-2000 | Bruins de Providence            | LAH   | 15 | 3  | 9  | 1 | 780  | 40  | 0 | 3,08 | 91,1 % | -  | -  | - | - | -    | -  | - | -    | -      |
| 1999-2000 | Aeros de Houston                | LIH   | 1  | 0  | 1  | 0 | 59   | 2   | 0 | 2,04 | 88,9 % | -  | -  | - | - | -    | -  | - | -    | -      |
| 1999-2000 | Renegades de Richmond           | ECHL  | 7  | 5  | 1  | 1 | 379  | 14  | 1 | 2,22 | 92,0 % | 3  | 0  | 3 | 0 | 177  | 8  | 0 | 2,72 | 91,5 % |
| 2000-2001 | Renegades de Richmond           | ECHL  | 22 | 11 | 5  | 3 | 1147 | 62  | 1 | 3,24 | 89,2 % | -  | -  | - | - | -    | -  | - | -    | -      |
| 2000-2001 | Mysticks de Mobile              | ECHL  | 18 | 12 | 4  | 1 | 1059 | 41  | 2 | 2,32 | 92,1 % | -  | -  | - | - | -    | -  | - | -    | -      |
| 2000-2001 | Panthers de Louisville          | LAH   | 9  | 2  | 3  | 0 | 372  | 22  | 0 | 3,55 | 89,4 % | -  | -  | - | - | -    | -  | - | -    | -      |
| 2001-2002 | Ice Pilots de Pensacola         | ECHL  | 49 | 24 | 17 | 6 | 2857 | 145 | 0 | 3,05 | 91,8 % | 3  | 0  | 2 | 1 | 188  | 12 | 0 | 3,84 | 87,9 % |
| 2002-2003 | Ice Pilots de Pensacola         | ECHL  | 57 | 23 | 24 | 9 | 3381 | 169 | 3 | 3,00 | 91,3 % | 4  | 1  | 3 | 0 | 256  | 17 | 0 | 3,98 | 89,4 % |
| 2003-2004 | RiverDogs de Richmond           | UHL   | 57 | 34 | 15 | 5 | 3330 | 165 | 6 | 2,97 | 90,0 % | 4  |    |   |   |      |    |   |      |        |
| 2004-2005 | Outlaws de Kansas City          | UHL   | 55 | 19 | 28 | 5 | 3040 | 161 | 1 | 3,18 | 91,0 % | -  | -  | - | - | -    | -  | - | -    | -      |
| 2005-2006 | Caron et Guay de Trois-Rivières | LNAH  | 36 | 20 | 10 | 6 | 2128 | 100 | 3 | 2,82 | 92,0 % | 4  | 1  | 2 | 0 | 199  | 8  | 0 | 2,41 | 93,3 % |
| 2006-2007 | Caron et Guay de Trois-Rivières | LNAH  | 39 | 15 | 17 | 4 | 2215 | 160 | 0 | 4,33 | 89,3 % | 6  | 2  | 4 | 0 | 358  | 23 | 0 | 3,86 | 89,6 % |
| 2007-2008 | Caron et Guay de Trois-Rivières | LNAH  | 34 | 16 | 11 | 6 | 1907 | 126 | 0 | 3,96 | 88,6 % | 16 | 11 | 4 | 0 | 889  | 45 | 2 | 3,04 | 90,6 % |
| 2008-2009 | Caron et Guay de Trois-Rivières | LNAH  | 28 | 10 | 10 | 4 | 1466 | 99  | 1 | 4,05 | 88,3 % | 12 | 6  | 6 | 0 | 683  | 31 | 2 | 2,72 | 92,0 % |
| 2009-2010 | Gaillard de Chandler            | LHSEQ | 5  |    |    |   |      |     |   |      |        | -  | -  | - | - | -    | -  | - | -    | -      |
| 2009-2010 | Caron et Guay de Trois-Rivières | LNAH  | 9  | 5  | 2  | 0 | 425  | 30  | 0 | 4,24 | 86,5 % | 3  | 1  | 1 | 1 | 163  | 13 | 0 | 4,80 | 86,6 % |

## Trophées et honneurs personnels
- Ligue nord-américaine de hockey
  - 2007-2008 remporte la Coupe Futura et le Trophée du meilleur duo de gardiens de but en compagnie de Dany Dallaire.
- East Coast Hockey League
  - 1998-1999 remporte le Trophée du gardien de but de l’année et le Trophée de la recrue de l’année avec les Renegades de Richmond.